# Кандзакі (Саґа)

Кандза́кі (яп. 神埼市, かんざきし, МФА: [kand͡zaki ɕi̥]?) — місто в Японії, в префектурі Саґа.     Отримало статус міста 2006 року. Площа становить 125,01 км². Станом на 1 серпня 2011 року населення складало 32 718  осіб, густота населення — 262 осіб/км².     

## Історія
На межі нашої ери, на території майбутнього міста Кандзакі, існувало давньояпонське протодержавне утворення, центром якого була стоянка Йошіноґарі. Частина японських науковців вважають, що тут розташовувалася столиця країни Яматай, якою керувала напівлегендарна жриця Хіміко.
Кандзакі отримало статус міста 20 березня 2006 року.